# Knowledge Navigator
Der Knowledge Navigator ist ein fiktiver Computer, den der damalige Apple-CEO John Sculley 1987 erstmals in seinem Buch Odyssey beschrieb. Er war Sculleys Vision des persönlichen Computers für das 21. Jahrhundert.
Das Konzept des Knowledge Navigators war durch die Arbeiten von Vannevar Bush (Memex) und Alan Kay inspiriert. Präzise die Veränderungen durch das World Wide Web vorhersagend, würde der Knowledge Navigator seinen Verwendern die Kommunikation rund um den Globus erlauben. Er wäre mit hypertextuellen Informations-Datenbanken verbunden, die die Verknüpfung einer Idee mit anderen Ideen erlaubten (Sculley zitiert Ted Nelson als Referenz) und künstliche Intelligenz bzw. intelligente Agenten verwenden, um aktiv nach Informationen zu suchen. Dieser persönliche Computer werde die Technologien und das Interface-Design der Nachfolger der damaligen Unix- und Macintosh-Systeme enthalten.
Sculley beschrieb in verschiedenen Reden die fünf Schlüsseltechnologien, die dem Knowledge Navigator zugrunde liegen sollten:
1. Fortschrittliche Kommunikationstechnologie, die weltweit Rechner und Datenbanken miteinander verbindet und den Anwendern breitere Informationspfade zur Verfügung stellt.
2. Echtzeit-Animationen in 3D, die es erlauben, komplexe Modelle zu visualisieren.
3. Verbesserte Datenbank-Technologien als Schlüssel zu umfassenden Informationssystemen.
4. Hypermedia, die Verbindung von Text, Grafiken, Ton und bewegten Bildern, die den zukünftigen Computer-Anwendern intuitiv den Weg durch riesige Informationssammlungen weist.
5. Künstliche Intelligenz als Schlüsseltechnologie. Die künstliche Intelligenz erlaubt die Verwendung von Agenten, die sowohl persönliche Vorlieben der Anwender erkennen als auch Strategien vorschlagen und damit zur Steigerung der Produktivität beitragen.

Nach Sculley würde der Knowledge Navigator große, hochauflösende Flachbildschirme verwenden, auf denen Text, Grafiken und computergenerierte Animationen dargestellt würden. Außerdem wären HiFi-Sound, synthetische Sprache und Spracherkennung vorhanden. Sculley sah für den Knowledge Navigator keine spezifische Form vor; so könne der Knowledge Navigator die Form eines Desktop-Computers haben, ein PDA sein oder sogar in die Kleidung seines Anwenders integriert werden. Das Konzept des Knowledge Navigators wurde 1987 in einem Video mit dem Titel The Knowledge Navigator: Technologies to Get Us There and Beyond präsentiert und in einem kurzen Werbefilm der breiten Öffentlichkeit vorgestellt.
Einige von Sculleys Ideen für den Knowledge Navigator wurden im Newton, Apples erstem PDA, verwirklicht.